# 中国地球物理学会
中国地球物理学会（英語：Chinese Geophysical Society）是成立于1947年8月的以测地学、地震学、气象学、地磁及地电学、火山学、水文学、地壳构造物理学、应用地球物理学等9个学科为主的中国科学技术协会一级学会。目前共有会员15418人，现任理事长为陈晓非。

## 历史
中国地球物理学会在陈宗器、顾功叙、王之卓和翁文波的发起下于1947年8月在上海成立，并在同期开始出版英文学会刊物《中国地球物理学报》。1953年，中国地球物理学会进行了会内重建，重建后的中国地球物理学会挂靠在中国科学院地球物理研究所。1966年至1978年，由于受到文化大革命的影响，中国地球物理学会会务暂停，其刊物的出版工作也随之中断。1978年，即改革开放以后，中国地球物理学会取消了过去单一挂靠的管理方式，开始实行多方支持的管理体制。2012年3月、2012年12月和2015年1月，中国地球物理学会被中国科学技术协会授予2011年度、2012年度和2014年度“科普工作优秀学会”的荣誉称号。

## 现况
目前，中国地球物理学会的研究对象测地学、地震学、气象学、地磁及地电学、火山学、水文学、地壳构造物理学、应用地球物理学等9个学科为主。现阶段共定期出版6个刊物，分别为《地球物理学报》、《学报（英文版）》、《Applied Geophysics》、《地球物理学进展》、《中国地球物理》和《中国地球物理学会学会会讯》。为推动中国地球物理行业发展，鼓励地球物理行业内杰出人才，中国地球物理学会共设立了6个奖项，分别为中国地球物理科技奖、顾功叙地球物理科技发展奖、傅承义青年科技奖、陈宗器地球物理优秀论文奖、中国青年科技奖和马塔切纳青年优秀论文奖。

## 组织机构
目前，中国地球物理学会共下设20个学术委员会和9个工作委员会，另开设有2个分会，具体如下。

| - 固体地球物理委员会 - 勘探地球物理委员会 - 地球物理技术委员会 - 地磁与高空物理委员会 - 天灾预测专业委员会 - 环境地球物理专业委员会 - 中国大陆动力学专业委员会 - 海洋地球物理专业委员会 - 工程地球物理专业委员会 - 信息技术专业委员会 - 流体地球科学专业委员会 - 地球电磁专业委员会 - 国家安全地球物理专业委员会 - 空间天气专业委员会 - 矿山地球物理专业委员会 - 地热专业委员会 - 浅地表地球物理专业委员会 - 岩石物理专业委员会 - 油气地球物理专业委员会 - 行星物理专业委员会 | - 组织工作委员会 - 国际交流工作委员会 - 学术交流工作委员会 - 宣传出版工作委员会 - 社会服务工作委员会 - 科普工作委员会 - 继续教育工作委员会 - 地球物理科技推广中心 - 学生工作委员会 - 北美分会 - 铁道分会 |